# Cercosporidium bougainvilleae
Cercosporidium bougainvilleae är en svampart som först beskrevs av Munt.-Cvetk., och fick sitt nu gällande namn av Sobers & C.P. Seym. 1969. Cercosporidium bougainvilleae ingår i släktet Cercosporidium och familjen Mycosphaerellaceae.   Inga underarter finns listade i Catalogue of Life.